# Castanotherium laeve
Castanotherium laeve är en mångfotingart som beskrevs av Carl 1912. Arten ingår i släktet Castanotherium och familjen Zephroniidae. Inga underarter finns listade i Catalogue of Life.